# Bomis bengalensis
Bomis bengalensis là một loài nhện trong họ Thomisidae.
Loài này thuộc chi Bomis. Bomis bengalensis được Benoy Krishna Tikader miêu tả năm 1962.